# Jelani Peters
Jelani Peters (Port of Spain, 27 dicembre 1993) è un calciatore trinidadiano, difensore del Defence Force.

## Carriera

### Club
Peters ha giocato 22 partite con il W Connection durante la stagione 2016-2017 (18 in campionato e 4 nella CONCACAF Champions League), prima di essere ceduto in prestito alla seconda squadra  del Toronto FC nell'aprile 2017 dopo aver svolto un provino.
Ha esordito in campionato il 7 aprile partendo da titolare nel pareggio per 0-0 contro i Rochester Rhinos. Dopo un'altra presenza contro l'Ottawa Fury, il 19 maggio ha firmato un contratto a tempo indeterminato con il Toronto FC II. Più tardi quel giorno, è stato schierato come titolare contro i Tampa Bay Rowdies dall'allenatore Jason Bent.
Nell'aprile 2021, dopo aver fatto un provino, ha firmato con i Pittsburgh Riverhounds.

### Nazionale
Peters è stato convocato dalla nazionale trinidadiana nel novembre 2016 ed è rimasto in panchina negli incontri di qualificazioni al campionato mondiale di calcio 2018 contro Costa Rica e Honduras.

## Statistiche

### Cronologia presenze e reti in nazionale
| Cronologia completa delle presenze e delle reti in nazionale ― Trinidad e Tobago | Cronologia completa delle presenze e delle reti in nazionale ― Trinidad e Tobago | Cronologia completa delle presenze e delle reti in nazionale ― Trinidad e Tobago | Cronologia completa delle presenze e delle reti in nazionale ― Trinidad e Tobago | Cronologia completa delle presenze e delle reti in nazionale ― Trinidad e Tobago | Cronologia completa delle presenze e delle reti in nazionale ― Trinidad e Tobago | Cronologia completa delle presenze e delle reti in nazionale ― Trinidad e Tobago | Cronologia completa delle presenze e delle reti in nazionale ― Trinidad e Tobago |
| Data                                                                             | Città                                                                            | In casa                                                                          | Risultato                                                                        | Ospiti                                                                           | Competizione                                                                     | Reti                                                                             | Note                                                                             |
| -------------------------------------------------------------------------------- | -------------------------------------------------------------------------------- | -------------------------------------------------------------------------------- | -------------------------------------------------------------------------------- | -------------------------------------------------------------------------------- | -------------------------------------------------------------------------------- | -------------------------------------------------------------------------------- | -------------------------------------------------------------------------------- |
| 2-7-2021                                                                         | Fort Lauderdale                                                                  | Trinidad e Tobago                                                                | 6 – 1                                                                            | Montserrat                                                                       | Qual. Gold Cup 2021                                                              | -                                                                                |                                                                                  |
| 6-7-2021                                                                         | Fort Lauderdale                                                                  | Trinidad e Tobago                                                                | 1 – 1 (8 – 7 dtr)                                                                | Guyana francese                                                                  | Qual. Gold Cup 2021                                                              | -                                                                                |                                                                                  |
| 10-7-2021                                                                        | Arlington                                                                        | Messico                                                                          | 0 – 0                                                                            | Trinidad e Tobago                                                                | Gold Cup 2021 - 1º turno                                                         | -                                                                                |                                                                                  |
| 14-7-2021                                                                        | Frisco                                                                           | Trinidad e Tobago                                                                | 0 – 2                                                                            | El Salvador                                                                      | Gold Cup 2021 - 1º turno                                                         | -                                                                                | 46’                                                                              |
| 27-5-2025                                                                        | Londra                                                                           | Giamaica                                                                         | 3 – 2                                                                            | Trinidad e Tobago                                                                | Amichevole                                                                       | -                                                                                | 78’                                                                              |
| Totale                                                                           |                                                                                  | Presenze                                                                         | 5                                                                                |                                                                                  | Reti                                                                             | 0                                                                                |                                                                                  |